# DHL Aviation
DHL Aviation est une division de DHL Express (possédée par Deutsche Post DHL) et responsable de capacités de transport. Il ne s'agit pas d'une seule compagnie mais désigne plusieurs compagnies aériennes dont DHL Express est propriétaire, codétentrice ou donneur d'ordre. En 2009, Deutsche Post World Net changea de nom en Deutsche Post DHL (DPDHL).

## Compagnies aériennes
Les compagnies aériennes détenues par DHL et fournissant des services par régions sont :
- European Air Transport Leipzig qui intervient pour le réseau européen et pour les services au Moyen-Orient et en Afrique. De son centre à l’aéroport de Leipzig, la compagnie gère 11 Boeing 757 Freighters et 21 Airbus A300-600 Freighters.
- DHL Air UK
- DHL Aero Expreso (en)
- DHL International Aviation ME (en)
- Blue Dart Aviation

Aux États-Unis, DHL Worldwide Express  est créé en 1969 puis renommé DHL Airways en 1981 avant de devenir Astar Air Cargo (en) en 2003. Astar Air Cargo opéra un service de cargo pour DHL jusqu'en 2012.

## Flotte
À partir du 10 novembre 2020, la flotte de DHL Aviation se compose des appareils suivants :
| Avions              | Nombre d'avions | Nombre d'avions | Commandes | Opérateur                      | Notes |
| ------------------- | --------------- | --------------- | --------- | ------------------------------ | ----- |
| Airbus A300-600RF   | 36              | 9               | 0         | Air Hong Kong                  |       |
| Airbus A300-600RF   | 36              | 4               | 0         | ASL Airlines Ireland           |       |
| Airbus A300-600RF   | 36              | 22              | 0         | European Air Transport Leipzig |       |
| Airbus A300-600RF   | 36              | 1               | 0         | Solinair                       |       |
| Airbus A330-200F    | 5               | 3               | 0         | European Air Transport Leipzig |       |
| Airbus A330-200F    | 5               | 1               | 0         | ASL Airlines Ireland           |       |
| Airbus A330-200F    | 5               | 1               | 0         | Air Hong Kong                  |       |
| Airbus A330-300P2F  | 7               | 1               | 0         | European Air Transport Leipzig |       |
| Airbus A330-300P2F  | 7               | 3               | 0         | ASL Airlines Ireland           |       |
| Airbus A330-300P2F  | 7               | 2               | 0         | Air Hong Kong                  |       |
| ATR 42-320F         | 3               | 1               | 0         | Aero Express Del Ecuador       |       |
| ATR 42-320F         | 3               | 1               | 0         | DHL de Guatemala               |       |
| ATR 42-320F         | 3               | 1               | 0         | Vensecar Internacional         |       |
| ATR 72-201F         | 6               | 6               | 0         | Solenta Aviation               |       |
| Boeing 737-400SF    | 18              | 4               | 0         | Swiftair                       |       |
| Boeing 737-400SF    | 18              | 1               | 0         | Air Ghana                      |       |
| Boeing 737-400SF    | 18              | 1               | 0         | ASL Airlines Hungary           |       |
| Boeing 737-400SF    | 18              | 2               | 0         | DHL Aero Expreso               |       |
| Boeing 737-400SF    | 18              | 3               | 0         | Cargo Air                      |       |
| Boeing 737-400SF    | 18              | 2               | 0         | Mesa Airlines                  |       |
| Boeing 737-400SF    | 18              | 2               | 0         | iAero Airways                  |       |
| Boeing 737-400SF    | 18              | 3               | 0         | Kalitta Air                    |       |
| Boeing 737-800BDSF  | 2               | 0               | 0         | iAero Airways                  |       |
| Boeing 747-400F     | 4               | 4               | 0         | Polar Air Cargo                |       |
| Boeing 747-400BCF   | 2               | 2               | 0         | Kalitta Air                    |       |
| Boeing 747-8F       | 6               | 6               | 0         | Polar Air Cargo                |       |
| Boeing 757-200SF    | 5               | 5               | 0         | DHL Air UK                     |       |
| Boeing 757-200PCF   | 43              | 4               | 0         | DHL Aero Expreso               |       |
| Boeing 757-200PCF   | 43              | 1               | 0         | Air Transport International    |       |
| Boeing 757-200PCF   | 43              | 18              | 0         | DHL Air UK                     |       |
| Boeing 757-200PCF   | 43              | 9               | 0         | European Air Transport Leipzig |       |
| Boeing 757-200PCF   | 43              | 6               | 0         | Blue Dart Aviation             |       |
| Boeing 767-200BDSF  | 16              | 9               | 0         | Atlas Air                      |       |
| Boeing 767-200BDSF  | 16              | 6               | 0         | DHL International Aviation ME  |       |
| Boeing 767-200BDSF  | 16              | 1               | 0         | ABX Air                        |       |
| Boeing 767-300ERF   | 20              | 1               | 0         | Tasman Cargo Airlines          |       |
| Boeing 767-300ERF   | 20              | 3               | 0         | DHL Air UK                     |       |
| Boeing 767-300ERF   | 20              | 1               | 0         | DHL Aero Expreso               |       |
| Boeing 767-300ERF   | 20              | 6               | 0         | Kalitta Air                    |       |
| Boeing 767-300ERF   | 20              | 3               | 0         | ABX Air                        |       |
| Boeing 767-300ERF   | 20              | 6               | 0         | Polar Air Cargo                |       |
| Boeing 777F         | 15              | 5               | 12        | AeroLogic                      |       |
| Boeing 777F         | 15              | 6               | 12        | Southern Air                   |       |
| Boeing 777F         | 15              | 4               | 12        | Kalitta Air                    |       |
| Tupolev Tu-204-100C | 1               | 1               | 0         | Aviastar-TU                    |       |
| Total               | 185             | 185             | 12        |                                |       |